# Psittacanthus pluricotyledonarius
Psittacanthus pluricotyledonarius är en tvåhjärtbladig växtart som beskrevs av Carlos Toledo Rizzini. Psittacanthus pluricotyledonarius ingår i släktet Psittacanthus och familjen Loranthaceae. Inga underarter finns listade i Catalogue of Life.